# Sapad 2025
Sapad 2025 (russisch Запад-2025, englisch Zapad 2025) ist ein bevorstehendes Manöver der russischen und belarussischen Streitkräfte, welches offiziell vom 12. bis 16. September 2025  im Landesinneren von Belarus durchgeführt werden soll.
Nach Berichten der russischen Staatsmedien soll es sich um ein Manöver mit bis zu 13.000 Soldaten handeln. Während der Übung sollen auch Mittelstreckenraketen vom Typ Oreschnik getestet werden. 
Das letzte Manöver dieser Reihe war Sapad 2021 vor dem russischen Überfall auf die Ukraine 2022.